# Фернандес, Анхель (шахматист)
Анхель Фернандес Фернандес (исп. Ángel Fernández Fernández, 18 апреля 1942, Овьедо — 1999, Лас-Пальмас) — испанский шахматист, национальный мастер.

## Биография
Родился в Овьедо (Астурия). В детстве был перевезен родителями в Лас-Пальмас.
Работал учителем. В шахматных соревнованиях участвовал редко. Играл преимущественно в турнирах, проводившихся на Канарских островах.
Главное спортивное достижение — сенсационная победа в чемпионате Испании 1967 г., где он на пол-очка опередил международного мастера А. Медину.